# Avraham Kacnelson
Avraham Kacnelson (hebrejsky: אברהם קצנלסון, známý též jako Avraham Nisan; 1888 – 18. května 1956) byl vrcholný sionistický představitel v mandátní Palestině a signatář izraelské deklarace nezávislosti.

## Biografie
Avraham Kacnelson se narodil v carském Rusku (dnešní Bělorusko) a během první světové války byl lékařem ruské armády. V roce 1917 imigroval do Palestiny, kde působil jako lékař v Jeruzalémě. Později byl členem centrálních výborů Mapaje a ha-Šomer ha-ca'ir, jenž byl představitelem Židovské národní rady (Vaad Leumi‎) a Národní rady (Moecet ha-Am‎, později Prozatímní státní rada). Mimo to byl rovněž ředitel zdravotnického oddělení Sionistické exekutivy. Jako takový byl v roce 1948 jedním ze signatářů izraelské deklarace nezávislosti. Angažoval se rovněž při založení rozhlasové stanice Kol Jisra'el, která začala vysílat v den, kdy byla podepsaná deklarace nezávislosti.
Po vyhlášení nezávislosti byl jmenován izraelským vyslancem ve Skandinávii a později si hebraizoval příjmení na Nisan.
Jeho sestra Rachel se provdala za pozdějšího izraelského prezidenta Zalmana Šazara a mimo to byl strýcem Šmu'ela Tamira.